# On the Road (film)

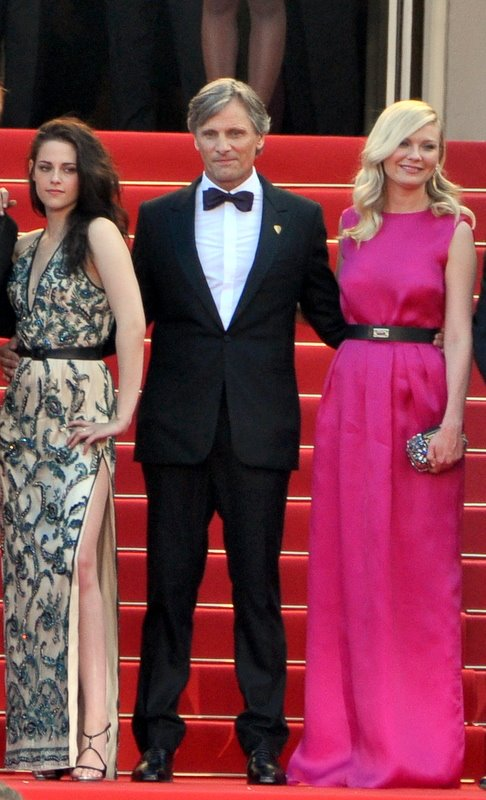
Deel van de cast van On the Road in Cannes 2012 (v.l.n.r. Kristen Stewart, Viggo Mortensen en Kirsten Dunst)

On the Road is een Amerikaanse roadmovie uit 2012. Het is een verfilming van de gelijknamige cultroman van de Amerikaanse schrijver Jack Kerouac. De film is een Braziliaans-Frans-Amerikaans-Britse coproductie, geregisseerd door Walter Salles. De hoofdrollen worden gespeeld door Sam Riley, Garrett Hedlund, Kristen Stewart en Kirsten Dunst.
On the Road had haar eerste publieke vertoning op 23 mei 2012 op het Filmfestival van Cannes. De eerste reacties op de film waren negatief tot gemengd.

## Plot
New York, eind jaren veertig. Na de dood van zijn vader ontmoet Sal Paradise (Sam Riley), een aanstormend schrijver uit New York, de losbandige en avontuurlijke Dean Moriarty (Garret Hedlund).

## Rolverdeling
| Acteur            | Personage                           |
| ----------------- | ----------------------------------- |
| Sam Riley         | Sal Paradise / Jack Kerouac         |
| Kristen Stewart   | Marylou / LuAnne Henderson          |
| Viggo Mortensen   | Old Bull Lee / William S. Burroughs |
| Amy Adams         | Jane / Joan Vollmer                 |
| Kirsten Dunst     | Camille / Carolyn Cassady           |
| Garrett Hedlund   | Dean Moriarty / Neal Cassady        |
| Danny Morgan      | Ed Dunkel / Al Hinkle               |
| Kim Bubbs         | Laura                               |
| Kaniehtiio Horn   | Rita Bettancourt                    |
| Rocky Marquette   | Alfred                              |
| Tom Sturridge     | Carlo Marx                          |
| Terrence Howard   | Walter                              |
| Sona Tatoyan      | Maggie                              |
| Steve Buscemi     | Dunne verkoper                      |
| Alice Braga       | Terry / Bea Franco                  |
| Giovanna Zacarías | Roodharige                          |
| Elisabeth Moss    | Galatea Dunkel / Helen Hinkle       |
| Joe Chrest        | Agent in Virginia                   |